# Ordine Reale del Leone
L'Ordine Reale del Leone è un Ordine cavalleresco belga.

## Storia
L'Ordine venne fondato dal re Leopoldo II del Belgio il 9 aprile 1891 in quanto regnante del Stato Libero del Congo, ma non era correlato al prestar servizio in Congo come l'Ordine della Stella africana ed era concesso per servizi svolti anche altrove. Esso venne incorporato nelle onorificenze belga quando il Libero Stato del Congo venne annesso al Belgio nel 1908. Il re del Belgio ne ricopre l'incarico di Gran Maestro. Anche se attualmente il Congo non è una colonia belga dal 1960, l'Ordine è comunque considerato come parte del sistema di decorazioni del Belgio. L'Ordine viene concesso per decreto reale.

## Classi
L'Ordine dispone delle seguenti classi di benemerenza:

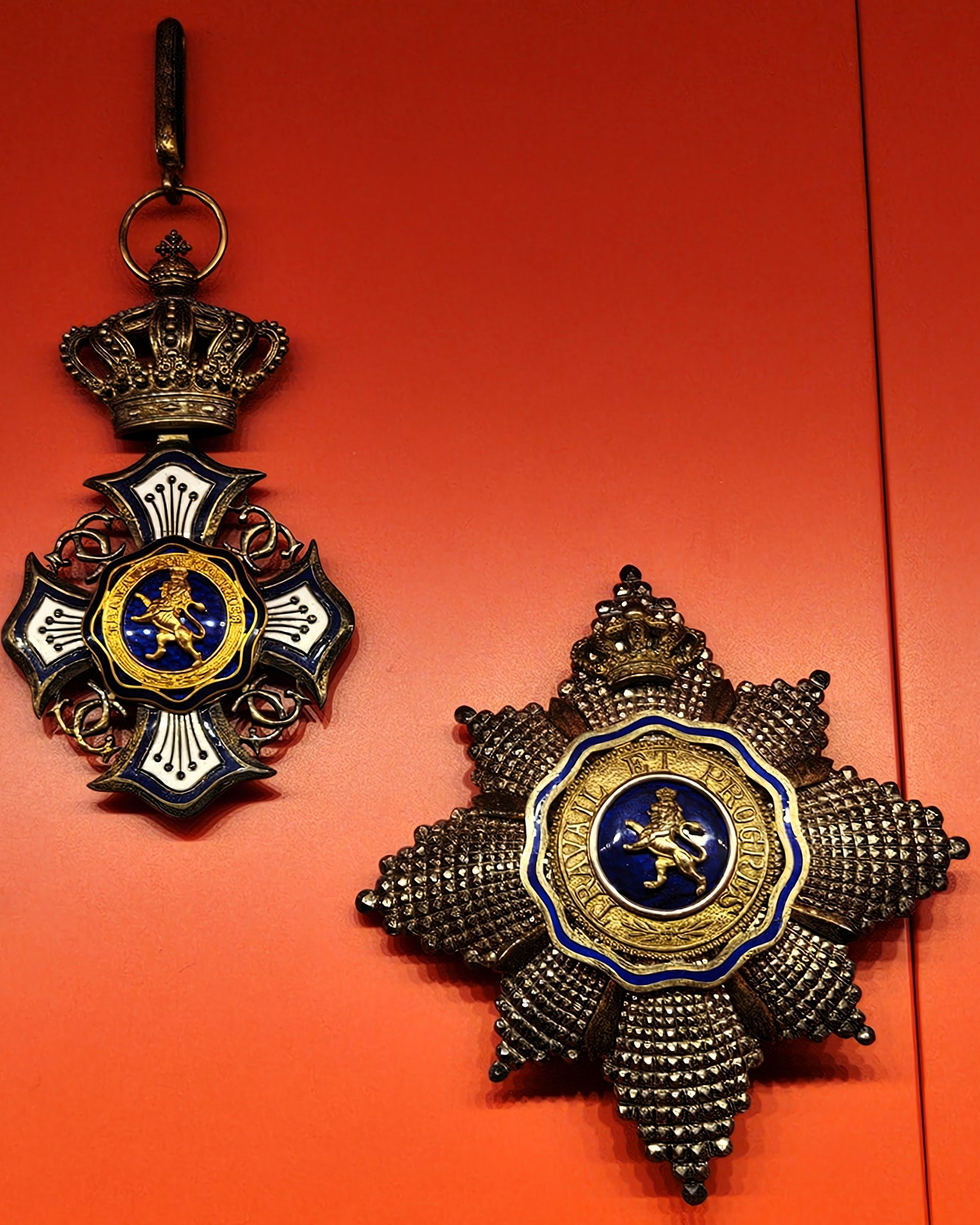
Medaglia e placca dell'ordine belga.

- Cavaliere di Gran Croce
- Grand'Ufficiale
- Commendatore
- Ufficiale
- Cavaliere
- Medaglia d'Oro
- Medaglia d'Argento
- Medaglia di Bronzo

| Collare dell'Ordine | Collare dell'Ordine | Collare dell'Ordine | Collare dell'Ordine | Collare dell'Ordine |
| ------------------- | ------------------- | ------------------- | ------------------- | ------------------- |
| Dritto - Rovescio   |                     |                     |                     |                     |
| Nastri e insegne    |                     |                     |                     |                     |
| Grand Croce         | Grand'Ufficiale     | Commendatore        | Ufficiale           | Cavaliere           |
|                     |                     |                     |                     |                     |
| Fascia - Placca     | Stella              | Insegna             | Insegna             | Insegna             |
|                     | Medaglia d'Oro      | Medaglia d'Argento  | Medaglia di Bronzo  |                     |
| .                   |                     |                     |                     | .                   |
| .                   | Medaglia            | Medaglia            | Medaglia            | .                   |

## Insegne
- La medaglia dell'Ordine è una croce di San Roberto smaltata di bianco con un perimetro scanalato di blu, ai cui angoli si trovano delle lettere "C" in filigrana dorata per "Congo". Il tutto si trova sospeso al nastro tramite la corona reale. Sul diritto il medaglione centrale riporta il leone belga coronato in oro su sfondo blu e circondato da un anello con il motto del Congo "TRAVAIL ET PROGRES". Sul retro, invece, il medaglione centrale riporta uno sfondo rosso con il monogramma coronato "L/S/L".
- Il nastro dell'Ordine è color amaranto con una striscia azzurra ed una bianca per parte. Se concesso in tempo di guerra il nastro può ottenere l'aggiunta di una palma d'oro o d'argento.
- La medaglia è realizzata in oro, argento o bronzo, e riprende essenzialmente le forme della medaglia classica dell'Ordine, con l'unica variante di avere sul retro il monogramma stilizzato della doppia "L" inscritto in una corona di palma.